# Yukonhäst
Yukonhästen (Equus lambei) är ett numera utdött hästdjur, nära besläktat med dagens moderna häst (Equus caballus). Yukonhästen förekom i Beringia, den landbrygga över Berings sund som förband Ryssland med Nordamerika, samt på de glaciärfria stäpperna i Alaska och Yukon i nordvästra Kanada. Yukonhästen utvecklades för 200 000 år sedan, under pleistocen och fanns i stora antal under den här tiden. Den dog ut för ca 12 000 år sedan, sannolikt på grund av den drastiska klimatändringen under den här tiden, kombinerat med jakt som bedrevs av människorna för att få mat och päls. Det första fossilet efter denna häst hittades i en gruva i Yukon och arten fick sitt namn från den kanadensiska paleontologen H.M. Lambe. 

## Historia
De första kvarlämningarna av Equus lambei var delar av flera olika skelett som hittades i gruvor i närheten av Dawson City i Yukon i nordvästra Kanada. Beviset för att detta var en egen art kom däremot från delar av ett kadaver som hittats i en gruva år 1993 av Lee Olynyk, dennes son Sammy Olynyk och Ron Toewes i Last Chance Creek i samma område. Kadavret var väl bevarat från hästens ena öra ända ner till svansen, med ett framben och kvar på skelettet fanns även kött, hud, päls. Fler skelett och kadaver har sedan hittats i Yukon, Alaska och i östra Ryssland. 
Undersökningar utfördes av O.P Hay från Smithsonian Institution på en skalle som hittats i Gold Run Creek, Yukon, år 1917. O.P Hay kartlade arten och döpte den efter H.M Lambe, en paleontolog från "Geological Survey of Canada". Koldateringar visade att kadavret från Last Chance Creek hade dött för ca 26 000 år sedan. Då kadavret varit fruset var fortfarande en hel del av pälsen och taglet så väl bevarat att man kunde se att hästen haft tjock, vit päls med grova strån och ljust gulvitt tagel. Tack vare att det var så väl bevarat kunde man även se vad hästen ätit och därför dra slutsatser om varifrån hästen kom. Tandmärken efter varg visade även att hästen jagades för föda. 
Man kom fram till att yukonhästen utvecklades för ca 200 000 år sedan och troligtvis var en direkt ättling till den sista förhistoriska hästen Pliohippus, och har utvecklats till en egen art i hästfamiljen, likt E. caballus och E. asinus. Yukonhästen har stora likheter med den asiatiska vildhästen Equus ferus przewalskii men det fanns vissa skillnader i utseendet. Yukonhästen var den dominerande arten i norra Ryssland och Kanada, medan den asiatiska vildhästen främst levde i torrare och varmare stäpplandskap, bland annat Mongoliet och södra Kina. Det fanns även likheter mellan Yukonhästen och det ädla arabiska fullblodet. 
Yukonhästarna dog ut för ca 12 000 år sedan och forskarna är överens om att detta berodde på två stora faktorer. Bland annat förändrades klimatet mycket snabbt under den här tidsperioden, och i takt med att många andra glaciärlevande djur drog sig undan så blev hästarna istället byte för amerikas urinvånare, indianerna, och även rovdjur som varg och lejon. 

## Utseende och egenskaper
Yukonhästen var ett ganska litet hästdjur på ca 120-130 cm i mankhöjd. Den hade en bred skalle och lite utskjutande underkäke och var troligtvis mest lik dagens Przewalskihäst fast med smalare ben. Kindtänderna var relativt långa i jämförelse med andra hästdjur. Pälsen var vit och fungerade antagligen som kamouflage under vintern. När man undersökte kadavret fann man inte bara att hästen ätit gräs utan man hittade även spår av senapsfrön, smörblommor och olika sorters rosor, vilket visade att hästarna troligtvis levde i parkliknande områden med få träd. Analyser av hästens tänder visade att hästarna levde i samma områden både under sommaren och vintern, istället för att vandra till varmare platser under vintern.